# ستيف جونز
ستيف جونز (بالإنجليزية: Steve Jones)‏ (و. 1955 – م) هو عازف قيثارة، ومقدم برامج إذاعية، وكاتب غنائي، وممثل، من المملكة المتحدة، ولد في شبردز بوش.

## وصلات خارجية
- ستيف جونز على موقع سباق إديتارود تريل لزلاجات الكلاب (الإنجليزية)
- ستيف جونز على موقع IMDb (الإنجليزية)
- ستيف جونز على موقع الموسوعة البريطانية (الإنجليزية)
- ستيف جونز على موقع ميوزك برينز (الإنجليزية)
- ستيف جونز على موقع إن إن دي بي (الإنجليزية)
- ستيف جونز على موقع أول ميوزيك (الإنجليزية)
- ستيف جونز على موقع ديسكوغز (الإنجليزية)
- ستيف جونز على موقع قاعدة بيانات الفيلم (الإنجليزية)